# Zwarte hoodie
Zwarte hoodie is een lied van de Nederlandse rapper Jonna Fraser en Nederlandse producer Diztortion. Het werd in 2018 als single uitgebracht.

## Achtergrond
Zwarte hoodie is geschreven door Alastair O'Donnell, Jonathan Jeffrey Grando, Randall Felter en Raoul Chen en geproduceerd door Diztortion. Het is een nummer uit het genre nederhop. In het lied rapt en zingt Fraser over zijn carrière en geld verdienen. Het is de eerste keer dat de artiesten met elkaar samenwerken. In 2020 herhaalden ze de collaboratie op Downfall.

## Hitnoteringen
De artiesten hadden succes met het lied in de hitlijsten van Nederland. Het piekte op de 48e plaats van de Single Top 100 en stond twee weken in deze hitlijst. De Top 40 werd niet bereikt; het lied bleef steken op de tiende plaats van de Tipparade. 